# Sybra postbasicristata
Sybra postbasicristata là một loài bọ cánh cứng trong họ Cerambycidae.